# Witonia (gmina)

Nieoficjalny herb gminy

Witonia – gmina wiejska w województwie łódzkim, w powiecie łęczyckim. W latach 1975–1998 gmina położona była w województwie płockim.
Siedziba gminy to Witonia.
Gmina jest członkiem Związku Gmin Regionu Kutnowskiego.
1 stycznia 1975 do gminy Witonia przyłączono sołectwa Budki, Szamów i Wargawa z gminy Kutno.
Według danych z 31 grudnia 2007 gminę zamieszkiwało 3466 osób. Natomiast według danych z 31 grudnia 2019 roku gminę zamieszkiwało 3237 osób.

## Struktura powierzchni
Według danych z roku 2007 gmina Witonia ma obszar 60,45 km², w tym:
- użytki rolne: 90%
- użytki leśne: 1%

Gmina stanowi 7,82% powierzchni powiatu łęczyckiego.

## Demografia

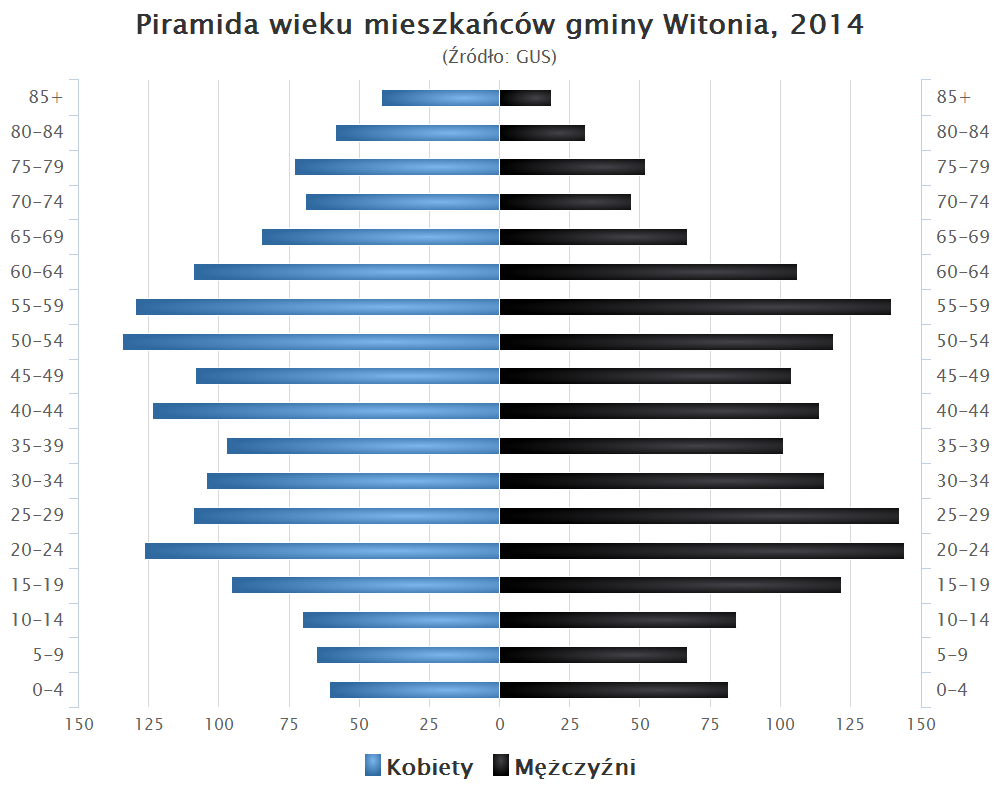
Piramida wieku mieszkańców gminy Witonia w 2014 roku

Dane z 30 czerwca 2014:
| Opis                              | Ogółem | Ogółem | Kobiety | Kobiety | Mężczyźni | Mężczyźni |
| --------------------------------- | ------ | ------ | ------- | ------- | --------- | --------- |
| jednostka                         | osób   | %      | osób    | %       | osób      | %         |
| populacja                         | 3353   | 100    | 1682    | 50,2    | 1671      | 49,8      |
| gęstość zaludnienia (mieszk./km²) | 55     | 55     | 28      | 28      | 27        | 27        |

## Ochotnicze Straże Pożarne na terenie gminy
1. OSP Witonia – Krajowy system ratowniczo-gaśniczy

2. OSP Anusin 

3. OSP Gledzianówek

4. OSP Gołocice

5. OSP Kuchary

6. OSP Romartów

## Sąsiednie gminy
- Daszyna
- Góra Świętej Małgorzaty
- Krzyżanów
- Kutno
- Łęczyca